# Dårarna

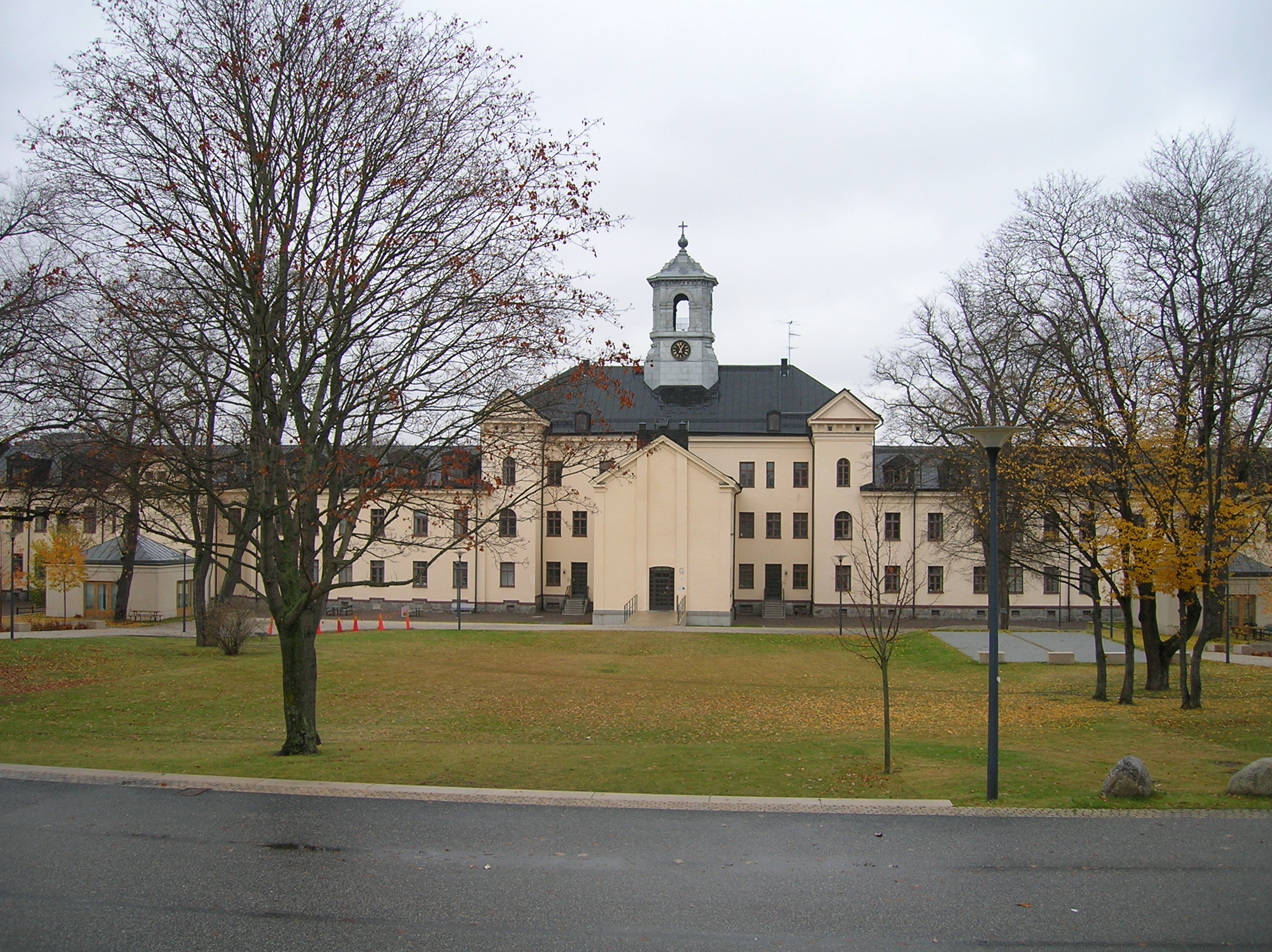
Konradsberg, tidigare Stockholms hospital

Dårarna är en dikt från 1929 av den svenske författaren Bertil Malmberg. Den utspelar sig i en park tillhörande ett mentalsjukhus och ger en existentiell skildring av fyra intagna: "en maharadjas son", "greven av Chambord", en som "fyller tusen år i år" och "en kostbar vas av idel genomskinligt glas". Dikten består av 37 tvåradiga och slutrimmade strofer. Den ingår i samlingen Vinden och hör till Malmbergs mest lästa och kommenterade dikter.

## Tematik
Dikten skildrar skräcken inför utanförskap och ensamhet. Den fungerar som en uppgörelse med den platonska världsbild som dittills hade präglat Bertil Malmbergs skrivande. Tolkare av dikten har återkommande givit förslag på verkliga personer som skulle kunna utgöra förebild till dess persongalleri. Werner Aspenström har med reservationer föreslagit Vilhelm Ekelund som möjlig förlaga till maharadjans son, Henrik V av Frankrike som greven av Chambord och att den som fyller tusen år kan vara en arketypisk mystiker med drag av Rainer Maria Rilke.

## Tillkomst
Malmberg hade tillbringat merparten av 1920-talet i Tyskland och lidit av periodiskt alkoholmissbruk med därpå följande psykotiska anfall. Han hade flera gånger varit inlagd på en nervklinik i München. När han reste hem till Sverige lades han omedelbart in på Stockholms hospital, där han skrevs in 26 februari 1928. Han tillbringade flera månader på mentalsjukhuset. Under de dagliga promenaderna i sjukhusparken kunde han iaktta de övriga intagna vilket gav honom inspiration till "Dårarna".

## Mottagande
Werner Aspenström skrev i sin minnesskrift om Malmberg från 1987 att flera litteraturkritiker som har varit skeptiska till Malmberg ändå har hyllat "Dårarna". "Varför? Antagligen på grund av en lycklig förening av rytmisk och visuell magi. Men att uttrycka det så är inte att ha förklarat mycket. Jag har läst dikten många gånger, första gången bör ha varit för cirka 50 år sedan, den har i stort bevarat sin suggestion."

## Inläsningar
Malmberg läste in dikten för LP-skivan Svenska diktarröster 2, utgiven 1957. Eric Fylkeson reciterar dikten på CD:n Dårarna från 1994.